# 瓦屋角蟾
瓦屋角蟾（学名：Atympanophrys wawuensis），一种于中华人民共和国四川省洪雅县瓦屋山地区发现的两栖动物，隶属于角蟾科无耳蟾属。其种加词“wawuensis”意为“瓦屋山的”。

## 形态特征
瓦屋角蟾雄蟾体长39毫米，雌蟾体长48毫米左右。身体背部皮肤光滑，呈黄褐色，眶间具有镶浅色边的黑色倒三角形斑，体侧有3～4个排列成行的圆形或长形疣粒；四肢背面有深色横纹；雄蟾腹面呈浅粉红色，雌蟾为紫红色，咽喉部中央有一深色纵纹，两外侧和上臂前方也有深色斑纹，其间还有灰色斑点；胸、腹部有灰色斑点前密后稀。

## 保护
本种于2023年被收录入《有重要生态、科学、社会价值的陆生野生动物名录》。